# Samsung Galaxy C5 2017
Samsung Galaxy C5 2017 es un teléfono inteligente Android producido por Samsung Electronics. Fue presentado y lanzado en octubre de 2017.
El Galaxy C5 2017 tiene una cámara trasera de 16 megapíxeles con flash LED, apertura f/1.9, enfoque automático y 16 megapíxeles con apertura f/1.9, también equipado con flash LED.

## Especificaciones

### Hardware
El teléfono funciona con Qualcomm MSM8953-Pro Snapdragon 617, un procesador Octa Core, GPU Adreno 405 y 4 GB de RAM con 32/64 GB de almacenamiento interno y una batería de 2600 mAh. El Samsung Galaxy C5 está equipado con una pantalla Super Amoled de 5,2 pulgadas.

### Software
Este teléfono viene con Android 7.0. Es compatible con 4G VOLTE con doble SIM habilitado para 4G. También es compatible con Samsung Knox y Samsung Pay.